# فراس بن حابس
فراس بن حَابِس بن عِقَال بن محمد بن سفيان بن مُجَاشِع بن دارم بن مالك بن حنظلة بن مالك بن زيد مناة بن تميم، صحابي قدم على النبي في وفد بني تميم. وهو أخو الأقرع بن حابس قال عبيدة التميمي: بعث رسول الله عيينة بن حصن بن حذيفة في سرية إلى بني العنبر، فأصاب منهم رجالاً ونساءً، فخرج فيهم رجال من بني تميم، حتى قدموا على رسول الله فيهم: الأقرع وفراس ابنا حابس. وقال ابن عساكر الدمشقي: «له صحبة وكان من المؤلفة قلوبهم وكان سيد قومه روى عن النبي حديثًا.» وروى عنه أبو سلمة بن عبد الرحمن بن عوف.